# Additivitet
Additivitet är ett begrepp inom matematiken som anger hur en funktion uppför sig vid summering. Begreppet har olika betydelser beroende på vilka slags funktioner som avses.
Det enklaste fallet är en additiv funktion, som bevarar addition:
{\displaystyle f(x+y)=f(x)+f(y)\,}.
Inom talteorin är en additiv funktion en aritmetisk funktion f(n) på de positiva heltalen n så att om a och b är relativt prima:
{\displaystyle f(ab)=f(a)+f(b)\,}.
En additiv funktion f(n) kallas komplett additiv om f(ab) = f(a) + f(b) gäller för alla positiva heltal a och b, även om de inte är relativt prima. 
Inom måtteorin, där funktioner definierade för mängder avses, gäller följande för additivitet:
{\displaystyle \mu (X\cup Y)=\mu (X)+\mu (Y)\,} om {\displaystyle X\,} och {\displaystyle Y\,} är två mängder utan gemensamma element.

## Exempel från talteorin
- En komplett additiv funktion är Ω(n), som definieras som det totala antalet primfaktorer i n om man räknar multipla faktorer multipla gånger. Ω(1) = 0 eftersom 1 inte har några primfaktorer.

Ω(4) = 2
Ω(27) = 3
Ω(144) = Ω(24 · 32) = Ω(24) + Ω(32) = 4 + 2 = 6
Ω(2,000) = Ω(24 · 53) = Ω(24) + Ω(53) = 4 + 3 = 7
Ω(2,001) = 3
Ω(2,002) = 4
Ω(2,003) = 1
Ω(54,032,858,972,279) = 3
Ω(54,032,858,972,302) = 6
Ω(20,802,650,704,327,415) = 7
...
- Ett exempel på en aritmetisk funktion som är additiv men inte komplett additiv är ω(n), definierad som det totala antalet olika primfaktorer i n.

ω(4) = 1
ω(27) = 1
ω(144) = ω(24 · 32) = ω(24) + ω(32) = 1 + 1 = 2
ω(2,000) = ω(24 · 53) = ω(24) + ω(53) = 1 + 1 = 2
ω(2,001) = 3
ω(2,002) = 4
ω(2,003) = 1
ω(54,032,858,972,279) = 3
ω(54,032,858,972,302) = 5
ω(20,802,650,704,327,415) = 5
...

## Subadditivitet
En funktion som definieras på mängder är subadditiv om istället
{\displaystyle \mu (X\cup Y)\leq \mu (X)+\mu (Y)\,}.

## Sigma-additivitet
Definitionerna ovan kan med hjälp av induktion visas för varje ändlig summa av längd n:
{\displaystyle f\left(\sum _{i=1}^{n}x_{i}\right)=\sum _{i=1}^{n}f(x_{i})\,},
respektive
{\displaystyle \mu \left(\bigcup _{i=1}^{n}X_{i}\right)=\sum _{i=1}^{n}\mu (X_{i})\,}.
Om dessa uttryck även gäller för uppräkneliga summor (vilket inte alltid är fallet) kallas egenskapen sigma-additivitet eller σ-additivitet.